# Tamás Kádár
Tamás Kádár est un footballeur international hongrois, né le 14 mars 1990 à Veszprém. Il évolue au poste de défenseur central à Paksi SE.

## Palmarès
| Newcastle United - Championnat d'Angleterre de D2 (1) : - Champion : 2009-10. |  | Lech Poznań - Championnat de Pologne (1) : - Champion : 2014-15. - Supercoupe de Pologne (1) : - Vainqueur : 2015. |  | Dynamo Kiev - Supercoupe d'Ukraine (2) : - Vainqueur : 2018 et 2019. |  | Shandong Luneng Taishan - Coupe de Chine (1) : - Vainqueur : 2020. |

## Statistiques
| Saison    | Club              | Pays           | Championnat      | Coupes nationales | Coupe d'Europe | Hongrie  |
| --------- | ----------------- | -------------- | ---------------- | ----------------- | -------------- | -------- |
| 2006-2007 | Zalaegerszeg TE   | Soproni Liga   | 5 matchs         | -                 | -              | -        |
| 2007-2008 | Zalaegerszeg TE   | Soproni Liga   | 9 matchs / 1 but | 2 matchs          | -              | -        |
| 2007-2008 | Newcastle United  | Premier League | -                | -                 | -              | -        |
| 2008-2009 | Newcastle United  | Premier League | -                | -                 | -              | -        |
| 2009-2010 | Newcastle United  | Championship   | 13 matchs        | 3 matchs          | -              | -        |
| 2010-2011 | Newcastle United  | Premier League | -                | 2 matchs          | -              | 1 match  |
| 2010-2011 | Huddersfield Town | League One     | 2 matchs         | -                 | -              | -        |
| 2011-2012 | Newcastle United  | Premier League | -                | -                 | -              | 3 matchs |
| 2012-2013 | Roda JC           | Eredivisie     | 11 matchs        | 1 match           | -              | 3 matchs |
| 2012-2013 | Diósgyőri VTK     | Soproni Liga   | -                | -                 | -              | -        |

Dernière mise à jour le 2 février 2013